# Résurrection de Lazare (icône)
Pour les articles homonymes, voir La Résurrection de Lazare.
La Résurrection de Lazare (en russe : воскрешения Лазаря ou pour désigner la fête religieuse : Лазарева суббота, qui signifie le samedi de Lazare) est une icône datant de la fin du XVe siècle (1497), qui faisait partie de la rangée des Fêtes de l'iconostase de la cathédrale de la Dormition au monastère Saint-Cyrille-du-Lac-Blanc. Le maître qui l'a peinte serait novgorodien au vu de la manière dont sont peints les visages et les vêtements. Mais aussi du fait des éclaircissements blancs énergiques. Toutefois une influence de Moscou se fait sentir et le nom du maître n'est pas connu. Le sujet est le récit de l'Évangile selon Jean (chapitre 11) selon lequel Lazare, mort depuis quatre jours et mis dans un tombeau, serait sorti vivant de la tombe à l'intervention de Jésus.

## Perspective
La force du mouvement et la densité de la composition sont les caractéristiques de cette icône. Le premier plan englobe toute l'action. À l'extrême-gauche le groupe des pharisiens et, devant le Christ, ses disciples serrés. Ceux-ci se bouchent le nez avec des voiles. Au pied du Christ, Marthe la sœur de Lazare et Marie. À droite, un homme portant une grande pierre. Cette pierre semble être au-dessus des deux femmes, sa perspective ne permettant pas de déterminer sa position exacte. Lazare est encore au seuil de son tombeau. Un homme commence à le débarrasser des bandes funèbres. Le mouvement des rochers situés au-dessus des acteurs domine la scène. Leurs lignes sont diagonales et leur sommet termine en forme de S. Ils arrivent ainsi au premier plan vers les spectateurs, comme les personnages. L'édifice intercalé au sein des rochers accentue cet effet. La forme étrange des rochers est un exemple de perspective inversée.
Ces rochers forment un paysage de terrasses, aux formes presque abstraites.